# Shizhong (Jinan)
Der Stadtbezirk Shizhong (市中区,  Shìzhōng Qū – „Innenstadt“) ist ein Stadtbezirk in der chinesischen Provinz Shandong. Er gehört zum Verwaltungsgebiet der Unterprovinzstadt Jinan. Er hat eine Fläche von 280,25 km² und zählt 713.581 Einwohner (Stand: Zensus 2010).

## Administrative Gliederung
Auf Gemeindeebene setzt sich der Stadtbezirk aus siebzehn Straßenvierteln zusammen. 